# Hold Me While You Wait
«Hold Me While You Wait» —en español: «Sostenme mientras esperas»— es una canción del cantante y compositor británico Lewis Capaldi, incluida en su primer álbum de estudio, Divinely Uninspired to a Hellish Extent (2019). Fue lanzada como segundo sencillo del álbum el 3 de mayo de 2019 bajo el sello de Virgin EMI Records. Según el artista, la letra de la canción habla sobre las inseguridades en una relación.
La canción alcanzó la primera posición de la lista oficial de éxitos de Escocia e Irlanda, siendo la segunda canción del artista en alcanzar la cima de ambos países. En el Reino Unido, logró la cuarta posición del UK Singles Chart y fue certificado con disco de platino.

## Composición
«Hold Me While You Wait» es una balada pop que fue escrita por Capaldi en conjunto con Jamie Hartman y Jamie N Commons, y también producida por él junto a Edward Holloway y el grupo TMS. De acuerdo con Capaldi, la letra de la canción habla sobre las inseguridades en una relación, donde la pareja no sabe exactamente qué es lo que quiere. También comentó que: «Hay un sentimiento de desesperanza en la relación, de ambas partes, cuando no están seguros de si quieren estar en una relación o no. Para mí, es una de las cosas más desesperantes que te pueden ocurrir».

## Recibimiento comercial
En el Reino Unido, la canción alcanzó la posición número 4 del UK Singles Chart, convirtiéndose en el tercer top 10 del artista. Con menos de 2 meses desde su lanzamiento, fue la trigésima novena canción más exitosa del primer semestre del 2019 en el país. Asimismo, fue certificada con disco de platino por la British Phonographic Industry (BPI) tras exceder la cifra de 600 mil unidades vendidas en el país. En Irlanda, la canción debutó directamente en la primera posición de su listado semanal, convirtiéndose en el segundo número 1 de Capaldi tras «Someone You Loved» y siendo el primer país donde el artista conseguía dos temas que encabezaran el conteo de sencillos más exitosos de la semana.

## Posicionamiento en listas

### Semanales
| Escocia     | Scottish Singles Chart | 1  |
| Irlanda     | Irish Singles Chart    | 1  |
| Italia      | Top Singoli            | 39 |
| Reino Unido | UK Singles Chart       | 4  |
| Suecia      | Sverigetopplistan      | 77 |
| Suiza       | Swiss Singles Chart    | 63 |

### Sucesión en listas
| Predecesor: «Me!» de Taylor Swift con Brendon Urie | Scottish Singles Chart — Sencillo número 1 10 de mayo de 2019 — 17 de mayo de 2019 | Sucesor: «I Don't Care» de Ed Sheeran y Justin Bieber |
| Predecesor: «Old Town Road» de Lil Nas X           | Irish Singles Chart — Sencillo número 1 10 de mayo de 2019 — 17 de mayo de 2019    | Sucesor: «I Don't Care» de Ed Sheeran y Justin Bieber |

### Certificaciones
| País        | Organismo certificador | Certificación | Ventas certificadas | Ref.   |
| ----------- | ---------------------- | ------------- | ------------------- | ------ |
| Australia   | ARIA                   | Platino       | 70 000              | [ 12 ] |
| Canadá      | CRIA                   | 2× Platino    | 160 000             | [ 13 ] |
| Italia      | FIMI                   | Platino       | 50 000              | [ 14 ] |
| Polonia     | ZPAV                   | Oro           | 10 000              | [ 15 ] |
| Reino Unido | BPI                    | 2× Platino    | 1 200 000           | [ 5 ]  |

### Anuales
| País        | Lista               | Mejor posición |      |      |      |      |      |
| 2019        | 2019                | 2019           | 2019 | 2019 | 2019 | 2019 | 2019 |
| ----------- | ------------------- | -------------- | ---- | ---- | ---- | ---- | ---- |
| Irlanda     | Irish Singles Chart | 13             |      |      |      |      |      |
| Reino Unido | UK Singles Chart    | 14             |      |      |      |      |      |
| 2020        |                     |                |      |      |      |      |      |
| Irlanda     | Irish Singles Chart | 48             |      |      |      |      |      |
| Reino Unido | UK Singles Chart    | 46             |      |      |      |      |      |